# Rudolf Kayser
Rudolf Kayser (* 28. November 1889 in Parchim; † 5. Februar 1964 in New York) war ein deutscher Literaturhistoriker.

## Karriere
Rudolf Kayser studierte Literaturwissenschaften und wurde mit einer Arbeit über Arnim und Brentano promoviert. Als junger Dozent der Berliner Lessing-Hochschule debütierte er 1918 mit dem Aufsatz Die Intellektuellen und die Geistigen. 1919 wurde er Lektor des Verlages S. Fischer in Berlin, von 1922 bis 1933 war er verantwortlicher Redakteur der Neuen Rundschau. Erwin Piscator holte Kayser Mitte der zwanziger Jahre als dramaturgischen Berater an die Volksbühne Berlin. 1930 schrieb Kayser unter dem Pseudonym „Anton Reiser“ eine Biographie über seinen Schwiegervater Albert Einstein.
Rudolf Kayser war mit Ilse (1897–1934), einer Stieftochter von Albert Einstein, verheiratet. 1935 emigrierte er nach New York und wurde Professor für deutsche und europäische Literatur an der Brandeis Universität. Sein Nachlass wird in der Israelischen Nationalbibliothek aufbewahrt.

## Werke (Auswahl)
- Moses Tod. Legende. Kurt Wolff, München 1921.
- Verkündigung - Anthologie junger Lyrik. Hrsg. Rudolf Kayser, Roland-Verlag, München 1921.
- Die Zeit ohne Mythos. Verlag Die Schmiede, Berlin 1923.
- Stendhal oder Das Leben eines Egoisten. S. Fischer, Berlin 1928.
- Unter dem Pseudonym Anton Reiser: Albert Einstein. A Biographical Portrait. Albert & Charles Boni, New York 1930.
- Kant. Phaidon-Verlag, Wien 1935.
- Spinoza. Portrait of a spiritual hero .  Transl. by Amy Allen and Maxim Newmark. With an introd. by Albert Einstein. Philosophical Library, New York 19946.